# Edgar Basel
Edgar Basel (n. 1 noiembrie 1930, Mannheim, Republica de la Weimar – d. 7 septembrie 1977, Mannheim, RFG) a fost un boxer olimpic german, medaliat cu  argint olimpic în 1952.

## Carieră
Sportivul a fost legitimat la AC 92 Weinheim și la SV Waldhof Mannheim. Având o înălțime de 1,59 m, a debutat în august 1947 și a devenit de cinci ori campion național la categoria muscă (1951, 1952, 1954-1956). A cucerit medalia de argint la Jocurile Olimpice din 1952 de la Helsinki, unde a fost învins în finală de americanul Nathan Brooks. Anul următor a pierdut primul meci la Campionatul European în fața românului Mircea Dobrescu. În 1955 a câștigat titlul de campion european la Berlin după ce l-a învins pe Mircea Dobrescu în finală. A participat și la Jocurile Olimpice din 1956, dar a pierdut primul său meci.
Din 1957 până în 1961 a fost boxer profesionist. În 1958 a câștigat titlul național la categoria cocoș. În 1960 și 1961 a fost vicecampion.
După retragere, el a fost antrenor la Karlsruher SC. A lucrat și la o fabrică din Mannheim, o benzinărie din Karlsruhe și ca administrator în Mannheim. În 1977 a decedat la vârsta de 46 de ani.

## Palmares
- Jocurile Olimpice:
  -  Medalie de argint: Helsinki 1952
- Campionatele Europene:
  -  Medalie de aur: Berlin 1955